# Zbigniew Gach
Zbigniew Gach (ur. 1 grudnia 1952 w Gdańsku, zm. 26 lutego 2012 w Gdańsku) – polski dziennikarz, współautor poświęconej przywódcom „podziemnej” Solidarności książki Konspira (1984).

## Życiorys
Ukończył studia polonistyczne na Uniwersytecie Gdańskim (1977). W latach 1977–1982 był dziennikarzem gdańskiego tygodnika „Czas”. Towarzyszył strajkowi w Stoczni Gdańskiej w sierpniu 1980, publikował w prasie związkowej NSZZ „Solidarność”. W grudniu 1981 uczestniczył w strajku w Stoczni Gdańskiej, który wybuchł w związku z ogłoszeniem stanu wojennego, w 1982 został negatywnie zweryfikowany i pozbawiony pracy. Od 1983 do 1987 pracował w miesięczniku „Pomerania”. W 1984 razem z Maciejem Łopińskim i Mariuszem Wilkiem wydał zbiór wywiadów Konspira. Rzecz o podziemnej „Solidarności”, bestseller drugiego obiegu wydawniczego lat 80. Jako jedyny ze współautorów sygnował książkę pseudonimem – Marcin Moskit.
Po 1989 pracował m.in. w „Tygodniku Gdańskim” (1989–1991) i „Dzienniku Bałtyckim” (1999–2006). Był autorem kilku książek, m.in. Antybohatera, wydanej w 1991 biografii Lecha Wałęsy.
Pochowany na cmentarzu katolickim w Sopocie (kwatera B1-6-7).

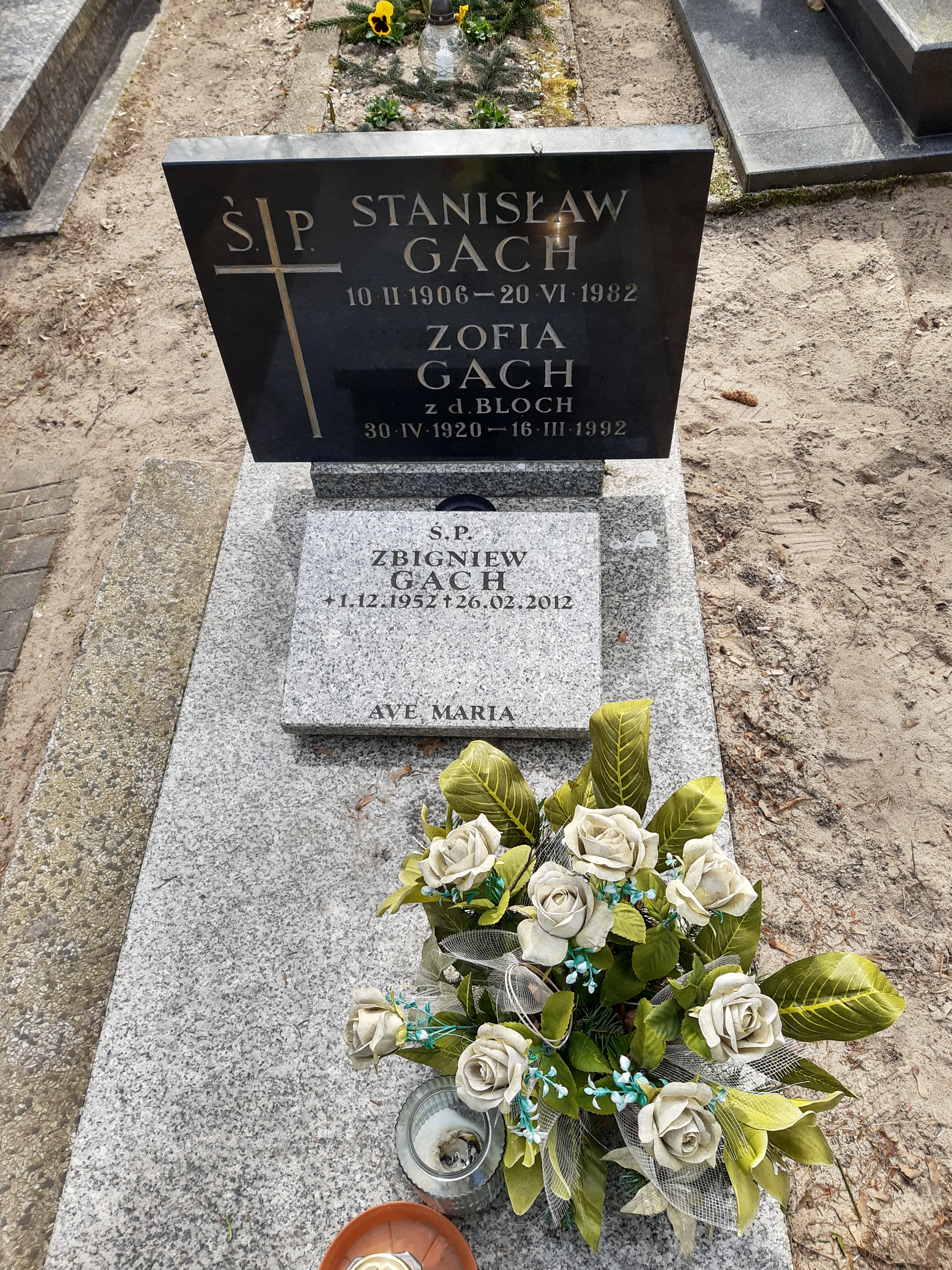
Grób Zbigniewa Gacha na cmentarzu katolickim w Sopocie